# Межигорье (резиденция)
«Межиго́рье» (укр. Межигір’я) — бывшая резиденция Виктора Януковича в селе Новые Петровцы Вышгородского района Киевской области, которую он занимал с 2002 года по 2014 год.
C 1935 по 2007 год «Межигорье» являлось государственной правительственной резиденцией, пока не было выведено в частную собственность. В 2012 году Государственное управление делами за сто тысяч гривен в год арендовало у фирмы «Танталит» помещение, обустроив его для официальных встреч.
Официально арендованная В. Ф. Януковичем земля площадью 1,8 га c новопостроенным домом площадью 620 м² находилась в окружении земельной собственности ООО «Танталит» (129 га) и благотворительного фонда «Возрождение Украины» (7,6 га), на территории которого, по словам В. Ф. Януковича, находился его «клубный дом». «Украинская правда» обнародовала ряд документов о связи между ними и окружением В. Ф. Януковича. 140-гектарный комплекс «Межигорье» ограждён пятиметровым забором по периметру. На его территории расположены яхтенный причал, конный клуб, тир, теннисный корт и другие развлекательно-туристические комплексы, а также охотничьи угодья.
Журналисты и политики называют «Межигорье» символом коррупции президентского масштаба и музеем коррупции.

## Советская государственная резиденция

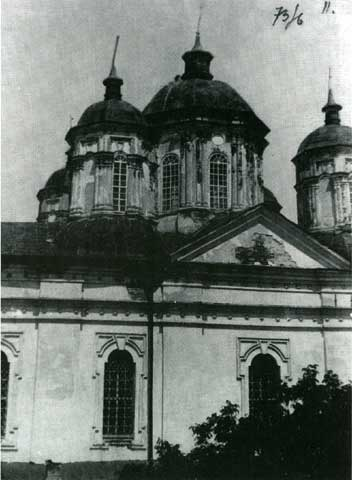
Спасо-Преображенский собор перед сносом в 1935 году

До 1935 года на территории современной резиденции находился Межигорский монастырь. С переводом столицы УССР из Харькова в Киев в 1934 году город нуждался в загородной резиденции для правительственных чиновников. Местом для новой резиденции было выбрано Межигорье. Перед сносом здания монастырского комплекса были сфотографированы.

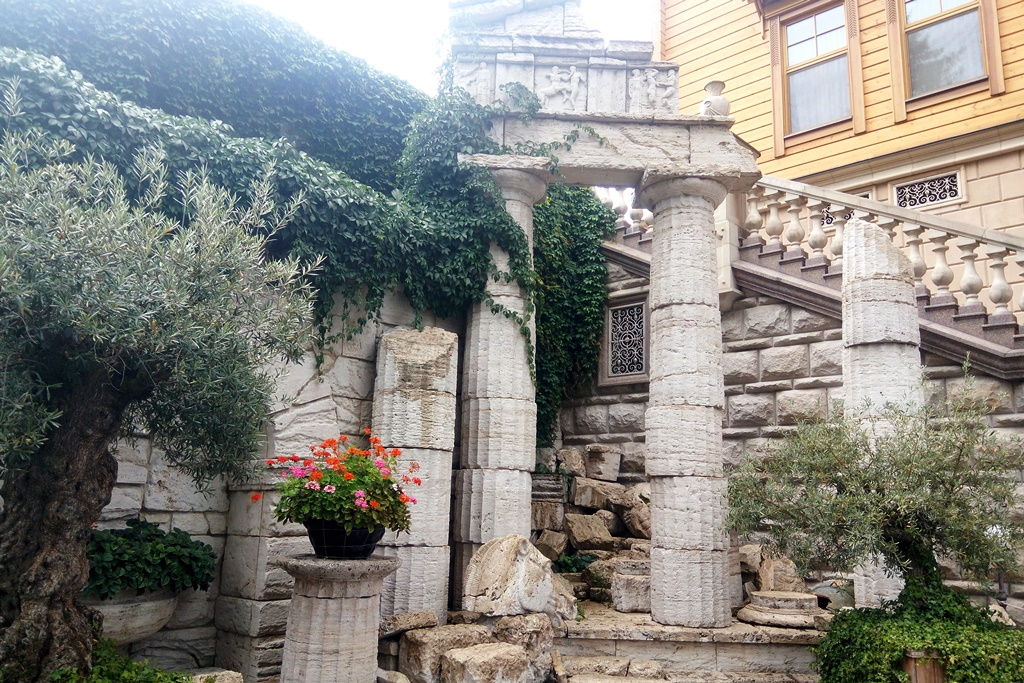
«Греческие руины»

Политбюро в апреле 1935 года издало указ об уничтожении всего комплекса, который был исполнен в том же году. Во время сноса под землёй была обнаружена коллекция рукописных книг. Высказывались предположения, что обнаруженные книги были из утраченной библиотеки Ярослава Мудрого или более позднего периода — эпохи Войска Запорожского. От монастырского комплекса остался только колодец.
В советское время «Межигорье» было резиденцией Ионы Якира, Павла Постышева, Станислава Косиора, Никиты Хрущёва и Владимира Щербицкого. Во время войны там имел свою резиденцию гауляйтер Эрих Кох. В течение этого периода её местонахождение было скрыто от общественности.

## Вывод в частную собственность

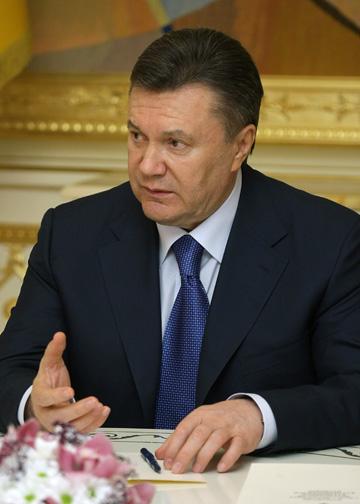
Виктор Янукович

### Аренда

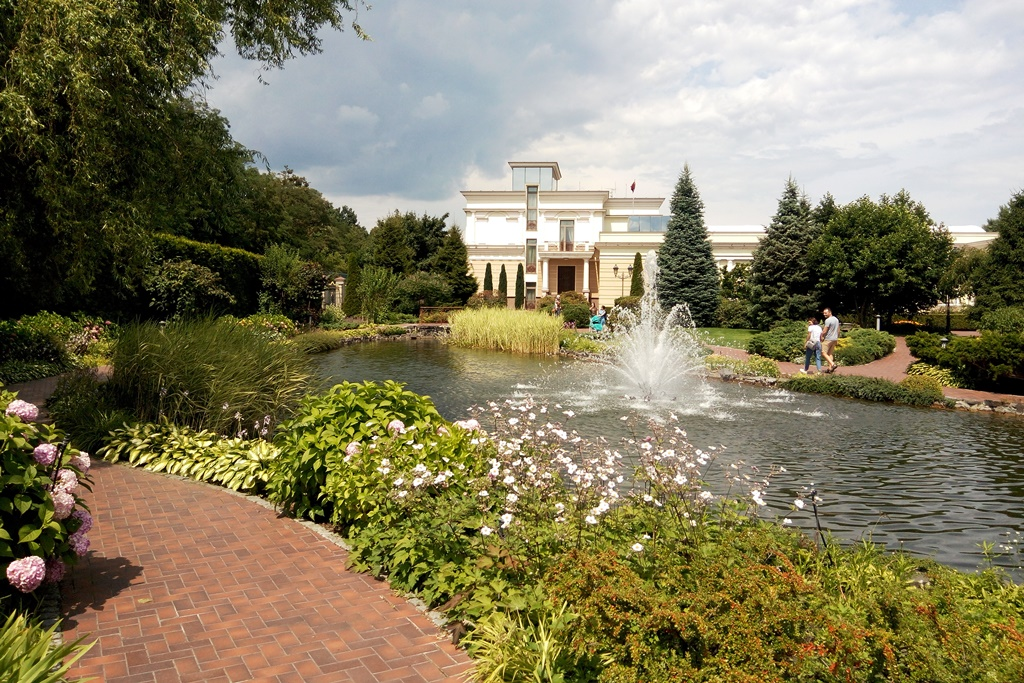
Вид на Оздоровительный корпус

Вступив в должность премьер-министра в 2002 году, Виктор Янукович безвозмездно получил из фонда госимущества дом № 20 площадью 325 м² на территории резиденции. 1 апреля 2003 года В. Ф. Янукович при посредничестве донецкого благотворительного фонда «Возрождение Украины» арендовал дом № 20 и 3 га земли. Согласно договору, стоимость аренды — 3,14 гривен в месяц за ар, срок — 49 лет, цель — «осуществление мероприятий по содействию реализации общегосударственных и международных программ, направленных на улучшение социально-экономического положения».
В марте 2005 года заместитель генпрокурора обратился в Хозяйственный суд Киева по поводу отчуждения резиденции в интересах правительства и фонда госимущества. 10 мая иск был удовлетворен в пользу государства, а 20 мая решение вступило в законную силу. 23 ноября 2006 года, при премьерстве В. Ф. Януковича, Высший хозяйственный суд отменил решение, которым разрывался договор аренды. Дело было передано на повторное рассмотрение в Хозяйственный суд Киева. 5 марта 2007 года представитель правительства В. Ф. Януковича Елена Лукаш отозвала иск. Аренда одного гектара в «Межигорье» обходилась В. Ф. Януковичу в 314 гривен в месяц по ценам 2010 года.

### Приватизация

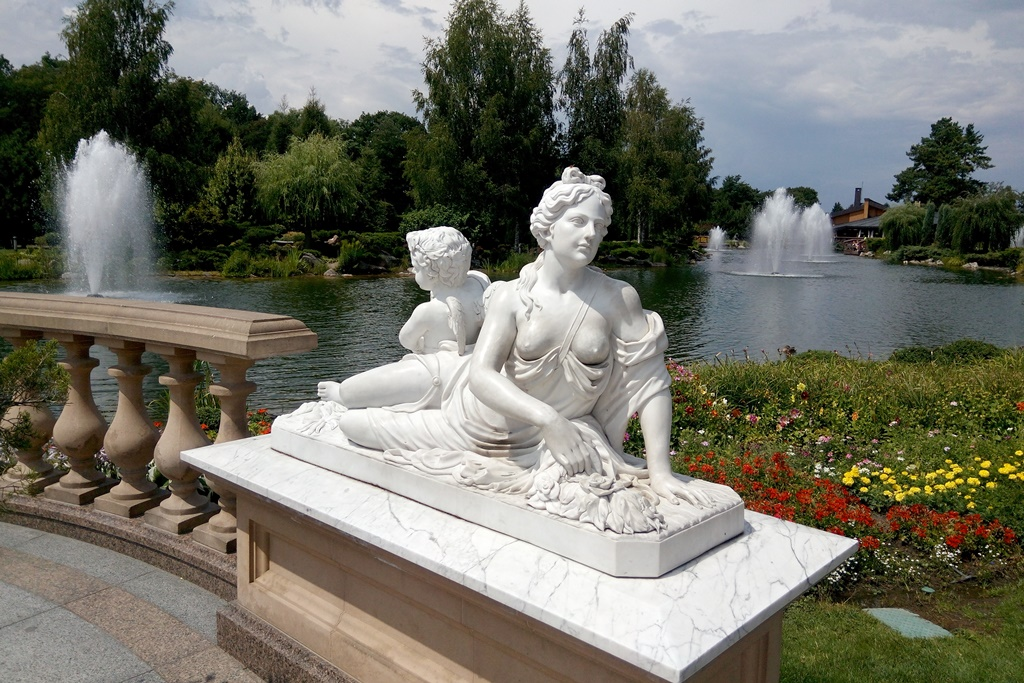
Скульптура и фонтаны в парке

Согласно газете «Дело», сославшейся на информацию Государственного управления делами, 9 июля 2007 года президент Украины Виктор Ющенко подписал секретный указ № 148, в котором говорилось: «Правительственная дача на территории комплекса отдыха Пуща-Водица предоставляется в пользование главе Кабмина Виктору Януковичу». Позже этот документ не появился ни на сайте главы государства, ни в других открытых источниках информации. Единственное официальное подтверждение этому было дано газете Государственным управлением делами, которое объяснило, что комплекс отдыха «Пуща-Водица» включает в себя базу отдыха «Пуща-Водица» и резиденцию «Межигорье».
Газета отметила, что в то же время, 9 июля, на сайте президента появился другой документ — указ, в котором он обязал премьер-министра выполнить решение СНБО и обеспечить финансирование досрочных выборов. Газета предположила, что произошёл торговый обмен власти на государственную дачу. В конце февраля 2008 года В. Ф. Янукович подтвердил, что живёт в доме в «Межигорье», присуждённом ему указом президента В. А. Ющенко от 2006 года. По данным Государственного управления делами, резиденция занимает 136,8 га. По периметру она ограничена пятиметровым железным забором и охраняется оперативниками «Титана». В. Ф. Янукович заявил, что использует только один из домов, площадью 250 м², окружённый 1,5 га земли. В интервью «Би-би-си» он сказал, что живёт в «Межигорье» с 1999 или 2000 года.
11 июля 2007 года В. Ф. Янукович издал распоряжение правительства № 521, согласно которому национальная акционерная компания «Надра Украины» получила государственную резиденцию и территорию 137 га в «Межигорье». За «Надра Украины» отвечает Министерство экологии, которое возглавлял Василий Джарты — бывший руководитель избирательного штаба В. Ф. Януковича. Вскоре «Надра Украины» заключила бартерный обмен с компанией «Мединвесттрейд», после чего правительство утвердило обмен резиденции на два здания на Парковой аллее в Киеве. «Мединвесттрейд», в свою очередь, продал приобретённую резиденцию компании «Танталит».

### Попытки обжалования

Скульптурная композиция «Бахус»

Компания «Мединвесттрейд» подавала иск о неправомерности отчуждения и проиграла 22 октября 2007 года, а затем и апелляцию — то есть в законную силу вступил судебный вердикт, который фиксировал правомерность действий с выводом «Межигорья» из государственной собственности.
В мае 2008 года министерство внутренних дел объявило в розыск директора «Мединвесттрейда» Геннадия Герасименко, который, по мнению министерства, был вовлечён в схему выведения резиденции из государственной собственности. 12 февраля 2008 года Виктор Ющенко подписал указ, согласно которому управление государственной охраны перестало охранять «Межигорье».
После назначения премьер-министром Юлии Тимошенко её кабинет отменил указ, передавший резиденцию фирме «Надра Украины», вернув её под контроль правительства. В марте 2008 года генпрокурор Александр Медведько написал Ю. В. Тимошенко, что действия должностных лиц «Надра Украины» по обмену резиденции «Межигорье» были законными и оспорить их невозможно, так как они уже обжаловались и выносилась окончательная апелляция в пользу В. Ф. Януковича. 28 июля 2008 года Хозяйственный суд города Киева отменил решение Кабмина и вернул «Межигорье» в собственность В. Ф. Януковича.
В августе 2009 года премьер-министр Ю. В. Тимошенко заявила, что правительство утвердило план по возвращению «Межигорья» государству:

Это та резиденция, которой владели все правительства ещё со времен Щербицкого. То, что Янукович лично для себя именно эту правительственную резиденцию забрал под свою дачу, — это не сойдёт с рук. Сегодня мы приняли весь алгоритм действий для возвращения государственной резиденции из частной собственности Януковича государству.
В. Ф. Янукович назвал заявления о «Межигорье» чёрным пиаром:

Когда говорят, например, про мою резиденцию. Но какая резиденция, если это не резиденция, это обычный дом. Можно дом 600 м². общей площади назвать резиденцией? Тем более, я его практически сам реконструировал. Никаких там признаков резиденции нет и в помине, а назвали резиденцией, ну пусть так будет.
1 сентября 2009 года, после объявленного премьером Ю. В. Тимошенко намерения обжаловать отчуждение «Межигорья», по указу депутата Николая Джиги из Вышгородской администрации были изъяты 27 оригиналов документов об аренде земельного участка, которые впоследствии были направлены в сейфы генпрокуратуры. 27 января 2010 года частное предприятие «Да Лат» подало иск в Высший хозяйственный суд о незаконности сделки купли-продажи бывшей резиденции «Межигорье» и проиграло его.

### Структура собственности
По состоянию на 2010 год резиденция была распределена между обществом «Танталит» (129 га), благотворительным фондом «Возрождение Украины» (7,6 га) и Виктором Януковичем (1,7688 га). В. Ф. Янукович утверждал, что ему в «Межигорье» принадлежит только «дом и земельный участок площадью около гектара».
Однако, согласно расследованию журналиста Сергея Лещенко, сооснователь фирмы «Танталит» Павел Литовченко является доверенным лицом В. Ф. Януковича и также выступал основателем фирмы, в число конечных акционеров которой входит Александр Янукович — старший сын президента. Другая фирма-сооснователь «Танталита» связана со структурой, на которую зарегистрирована австрийская компания Activ Solar, опосредованно принадлежащая секретарю СНБО Андрею Клюеву и его брату Сергею. Кроме того, как показала аэрофотосъёмка «Межигорья» журналом «Корреспондент», внутри территории между участками разных собственников нет никаких ограждений, кроме декоративных.
В сентябре 2013 года номинальным владельцем «Танталита» стал Сергей Клюев, сообщивший, что приобрел компанию у экс-нардепа Игоря Гуменюка. По данным Госфинмониторинга, деньги за покупку «Танталиту» С. П. Клюевым поступили от виргинского офшора «Tisha Investments LTD». В начале 2015 стало известно, что С. П. Клюев продал свою долю в ООО «Танталит» самому ООО «Танталит». Миноритарным совладельцем с долей 0,03 % является юрист и новый директор «Танталита» Александр Приймак.

## Объекты в «Межигорье»

### Клубный дом «Хонка»

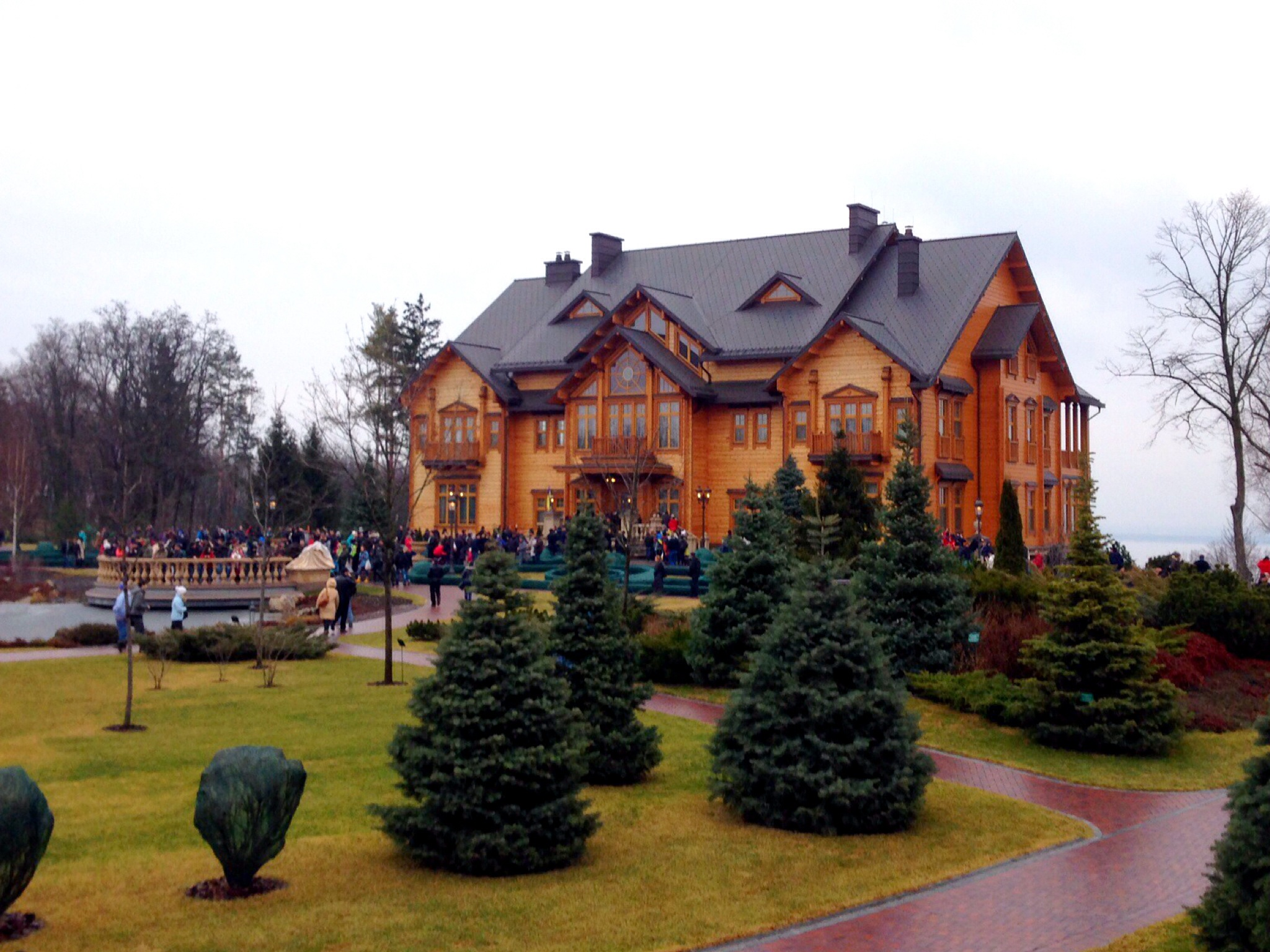
«Хонка»

Главным сооружением в резиденции является так называемый «клубный дом», который также называют «объект Хонка» — от названия финской фирмы Honka, которая является мировым лидером строительства из экологически чистой древесины. Находится на участке, принадлежащем фонду «Возрождение Украины».
В течение 2009 года и первого полугодия 2010 года для обустройства дома были завезены материалы на сумму 9,5 миллионов долларов.
В 2010 году, выступая перед немецкой общественностью в Берлине, Виктор Янукович фактически опроверг свои слова о том, что не владеет на территории «Межигорья» ничем, кроме своего дома. Говоря, что в личной жизни предпочитает «немецкое качество», он отметил: «Это не большой секрет ни для кого… Я построил один дом такой, клубный… Его строила „Хонка“ — финская компания…»

### Дебаркадер

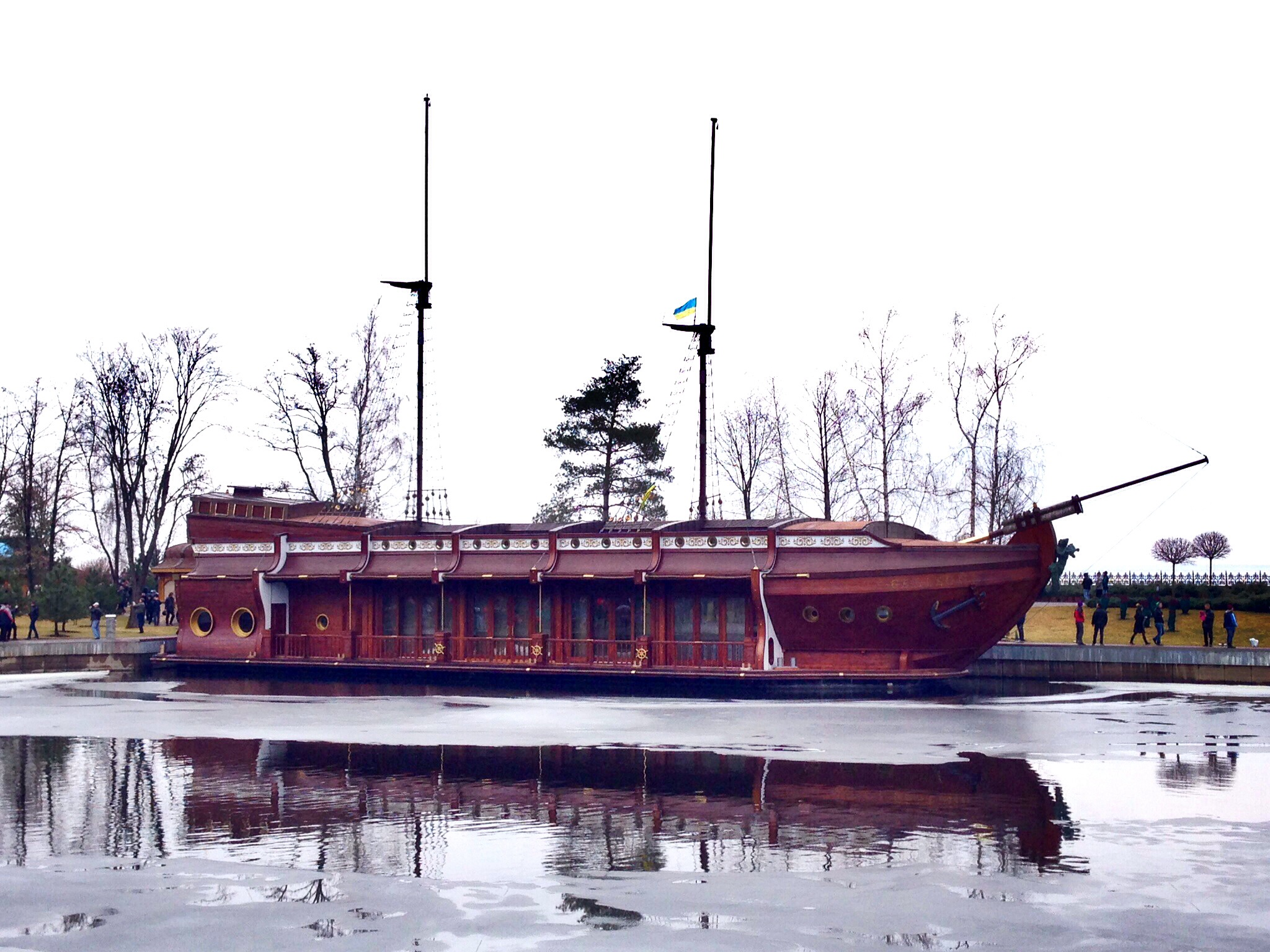
Корабль-понтон «GALLEON»

Как утверждает «Украинская правда», в 2011 году на базе дебаркадера Виктору Януковичу сделали плавучий дом приёмов, который был доставлен в «Межигорье» и пришвартован во внутренней гавани (оформили на фирму «Танталит»). Длина «дворца на воде» составляет около 50 метров. Окна оформлены в виде иллюминаторов — круглой формы. В нём устроен личный кабинет и зал для приёмов, который завершается эстрадой. «Дворец» оформлен деревом ценных пород, сусальным золотом, мрамором и хрусталём. В нише потолка главного зала дебаркадера размещены три люстры, цена которых определена «Украинской правдой» в $97000.

### Прочие объекты
На территории резиденции есть зоопарк с разными животными, такими как кенгуру, австралийский эму, американский нанду, павлины, фазаны, австралийские гуси, земляной заяц.
На территории также разбито искусственное озеро, которое питается водой из десяти артезианских скважин. На одном из выездов из резиденции устроен гараж на 70 единиц техники.

### Инфраструктура
В 2010 году на трассе Киев—Вышгород—Дымер, которая ведёт от Киева в «Межигорье», «Укравтодор» уложил 16 км сверхпрочного асфальта за 50 млн грн — чуть меньше, чем было выделено на ремонт всех дорог Киева во всём 2010 году.

## Посещение журналистами

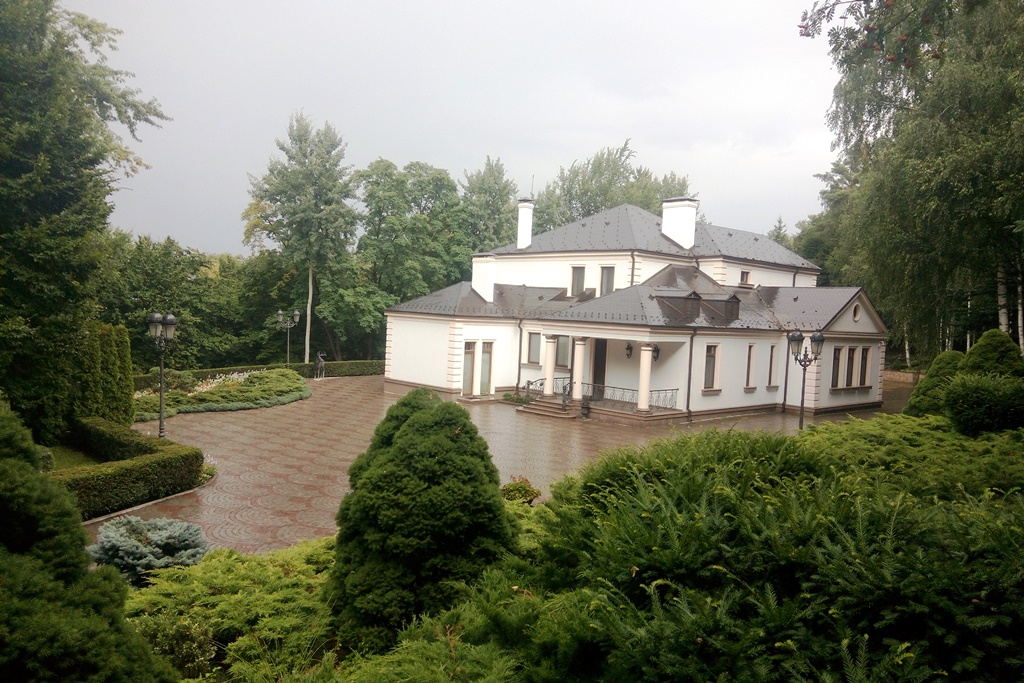
Домик Януковича для прессы

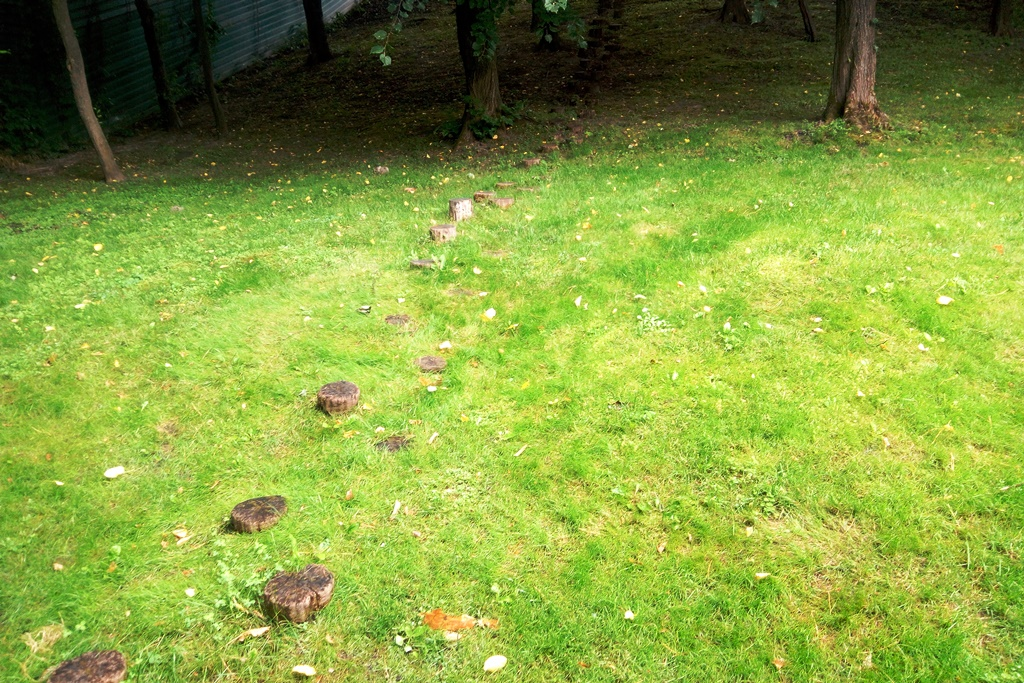
«Пенёчки»

В июне 2010 года Виктор Янукович пригласил журналистов в резиденцию, но из-за плотного графика президента встреча не состоялась. В начале июня 2011 года запланированную акцию журналистов у усадьбы запретил суд, но около шестидесяти журналистов все равно прибыли. В конце июня 2011 года президент В. Ф. Янукович провёл в «Межигорье» встречу с журналистами. Инициировавшее вопрос о «Межигорье» издание «Украинская правда» на встречу приглашено не было. В июне 2012 года журналисты снова провели пикет возле «Межигорья», а Анна Герман отметила, что «в президентскую резиденцию может прийти журналист лишь в том случае, когда президент ему назначит точное время встречи». 24 августа 2012 года, нарушив закон, Татьяна Черновол перелезла через забор и фотографировала резиденцию на протяжении нескольких часов, пока её не задержала охрана.

## Политический кризис (2013—2014)

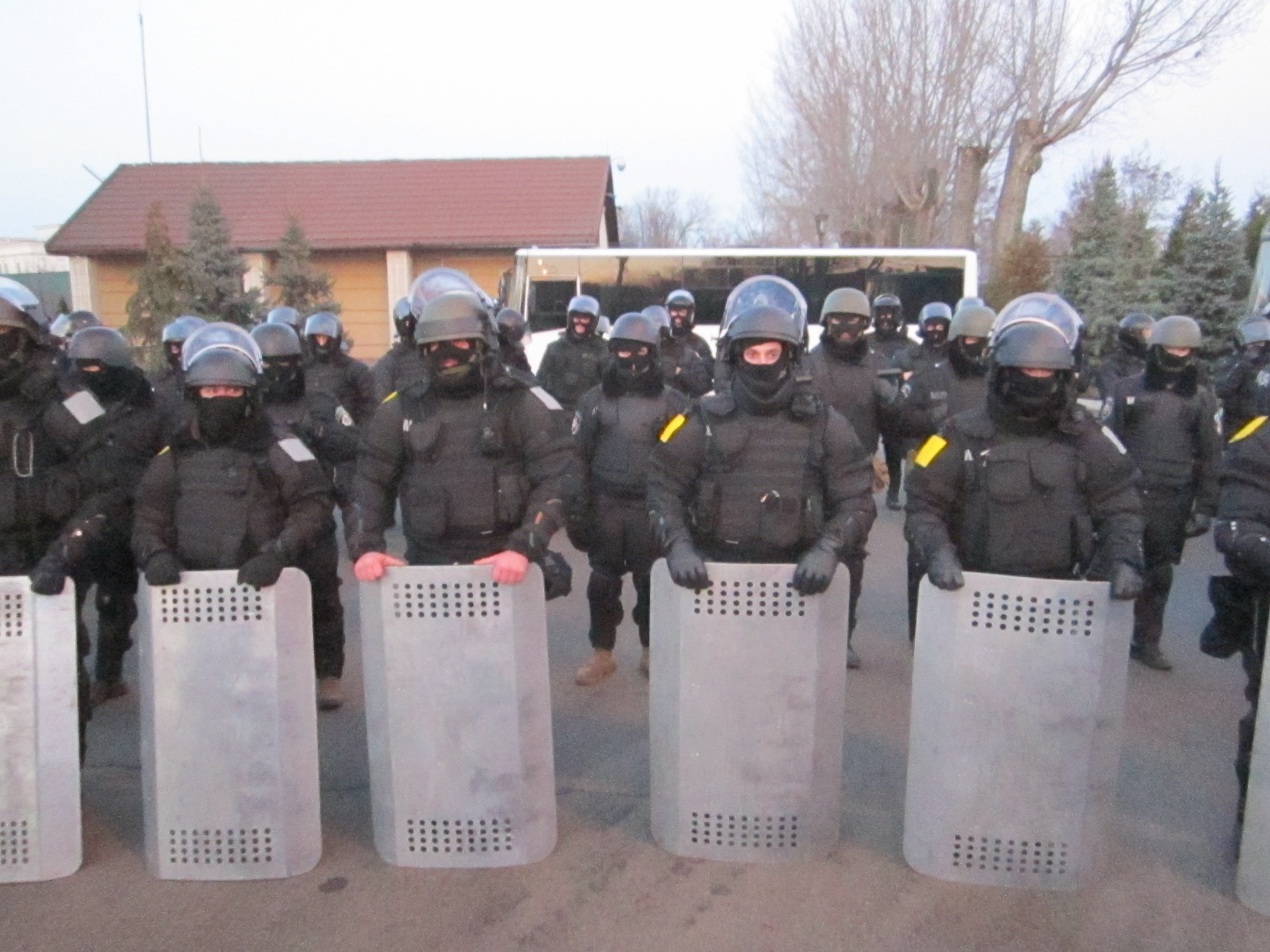
Кордон милиции перед главным въездом в Межигорье 29 декабря 2013 года

29 декабря 2013 года более ста активистов Автомайдана приняли участие в протестном автопробеге к Межигорью. Движение на подступах к резиденции было ограничено правоохранителями.

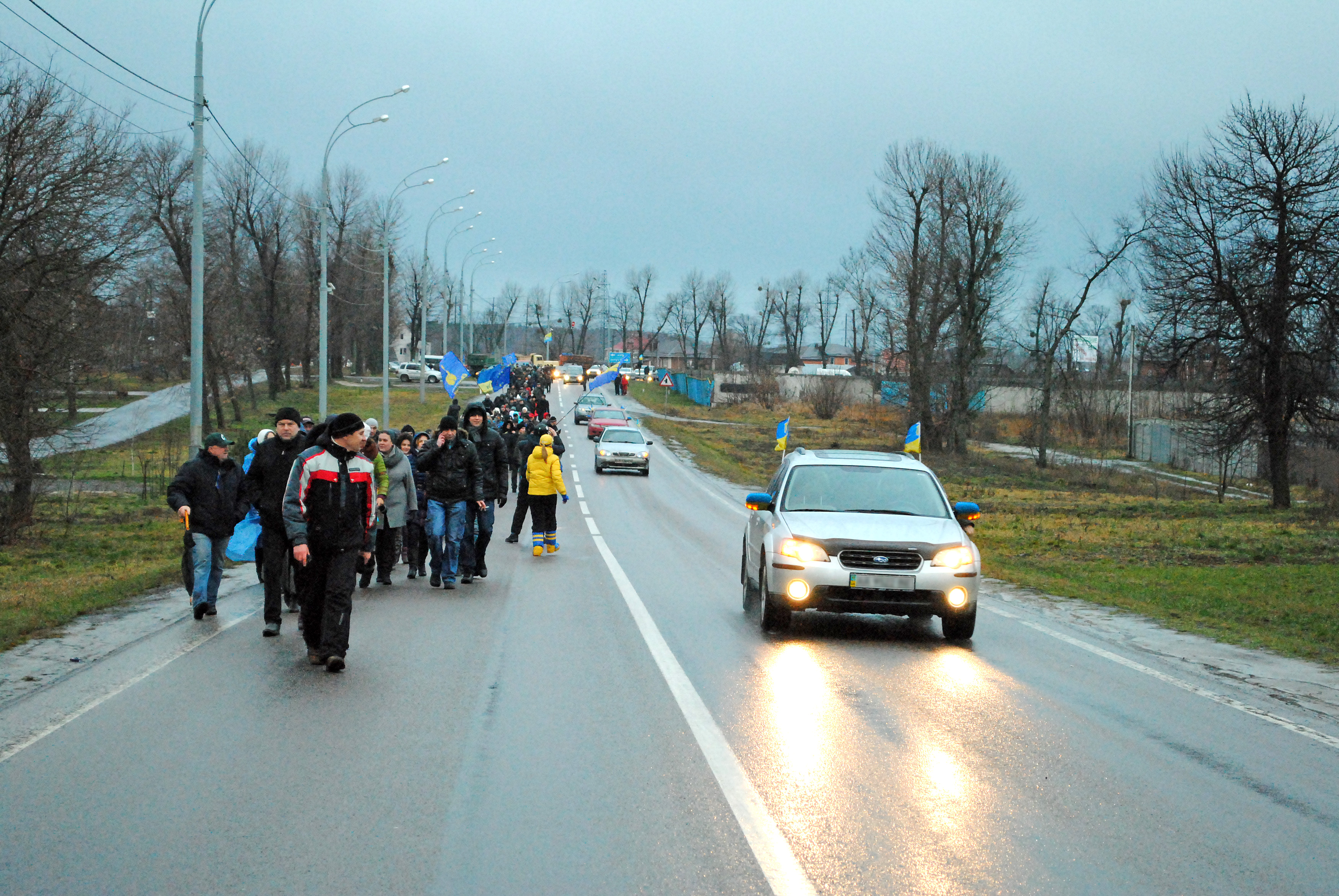
Автопробег к Межигорью 12 января 2014 года

12 января 2014 года был проведен митинг. Участников акции не пустили в резиденцию, и они двинулись к дому лидера движения «Украинский выбор» Виктора Медведчука.

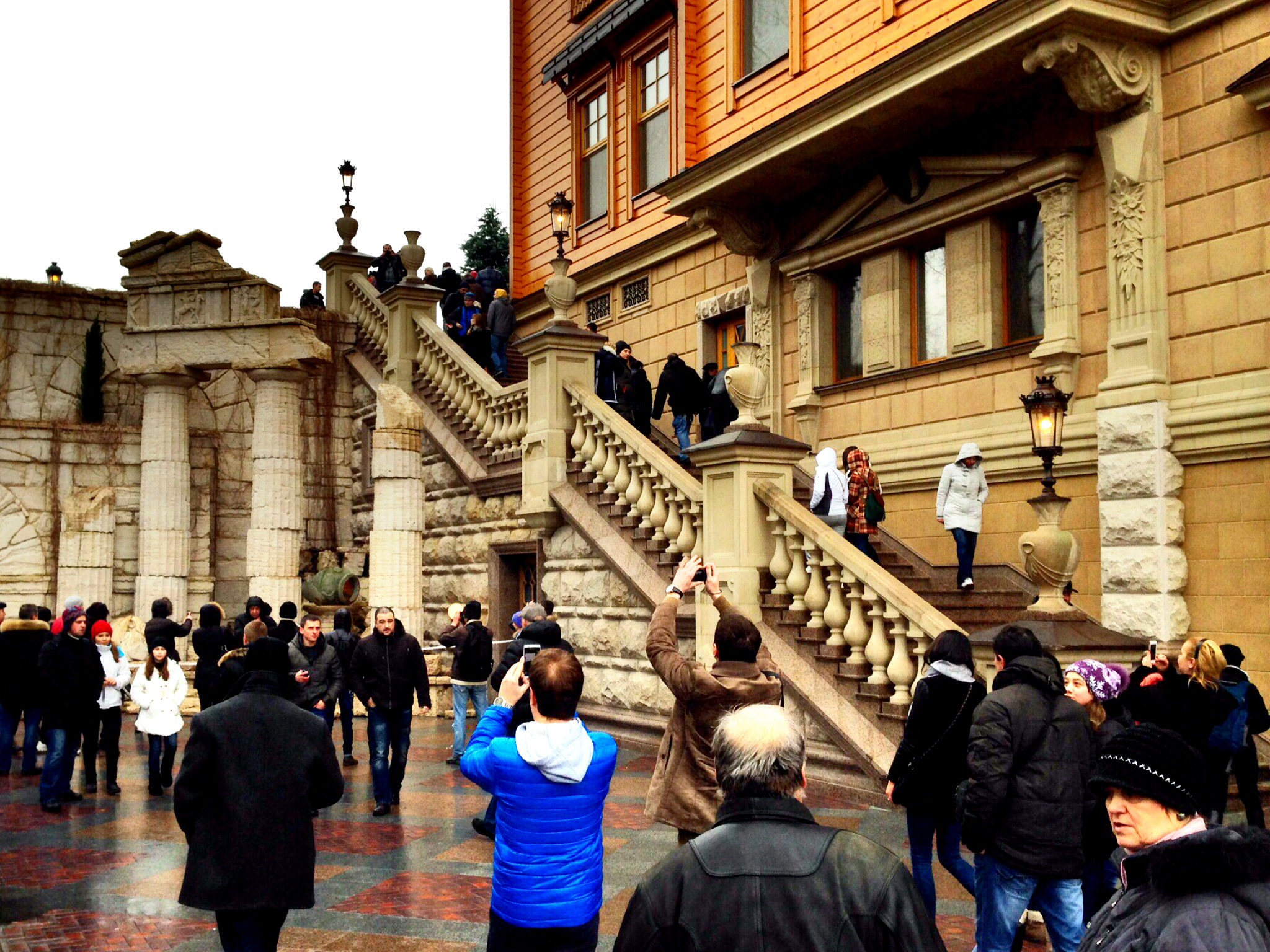
Экскурсии по резиденции 23 февраля 2014 года

22 февраля 2014 года после отхода сотрудников «Беркута» отряды Самообороны Майдана заняли резиденцию. Посетители нашли следующее:
- документы, свидетельствующие о нарушении законодательства, уклонении от уплаты налогов, подкупе судей и различных взятках, например по тендерам, информацию о расходах на строительство Межигорья. В спешке покидая резиденцию, коллеги Януковича пытались сжечь часть документов, а когда поняли, что они не успевают сгореть, документы выбросили в воду с причала у ангара с яхтами;
- золотой батон в натуральную величину[55];
- золотые монеты с надписью «С юбилеем, Виктор Федорович. Новых вам шахтёрских горизонтов». Кроме этого, обнаружены пустые нумизматические коробки для хранения медалей;
- серебряные и позолоченные гривневые банкноты;
- досье и ориентировки на активистов Майдана и журналистов;
- водолазами выловлено оружие, боевые патроны, боевые шашки;
- церковные иконы, представляющие историческую ценность;
- два автопарка с автомобилями стоимостью от 100 до 800 тыс. долларов, мотоциклы, детские и дамские велосипеды.

23 февраля 2014 года Верховная Рада Украины приняла решение вернуть в государственную собственность резиденцию Межигорье. В тот же день к резиденции был организован автобусный маршрут от станции метро Героев Днепра. Тогда были испорчены элементы садово-парковой архитектуры — ступеньки лестниц, мощеные камнем дорожки, примяты газоны.
С 26 февраля милиция на входе в резиденцию производила досмотр личных вещей. Посетителей-мужчин она стала обыскивать с целью предотвращения воровства. Также в этот день милиция начала патрулировать территорию.
Летом суд передал землю в распоряжение правительства. За порядком следили активисты «Самообороны Майдана», а поселившийся в здании Петр Олейник проводил экскурсии и ухаживал за домом.
Генпрокуратура Украины 16 июня 2015 года составила письменные уведомления о подозрении Виктору Януковичу, директору ООО «Мединвесттрейд» Геннадию Герасименко, директору ООО «Танталит» Павлу Литовченко и другим в совершении преступлений, предусмотренных ч. 5 ст. 191 ч. 3 ст. 209 УК Украины по факту завладения государственным имуществом — комплексом отдыха Пуща-Водица, урочища Межигорье и земельными участками (площадью более 100 га), на которых они расположены. 30 июня 2015 года обвинения были предъявлены Сергею Клюеву по ч. 5 ст. 191 (присвоение имущества или завладение им путём злоупотребления служебным положением), ч. 3 ст. 209 (отмывание преступных доходов), ч. 5 ст. 369 (дача взятки) УК Украины. 11 ноября 2015 года по делу был задержан бывший заместитель главы Государственного управления делами Василий Гулик.
13 июля 2015 Печерский районный суд Киева по ходатайству Генпрокуратуры наложил арест на имущество ООО «Танталит» — резиденцию Межигорье. Все находившиеся на территории резиденции объекты были арестованы.
13 октября 2015 Президент Пётр Порошенко предложил Кабинету министров Украины передать «Межигорье» в ведение Минобороны с тем, чтобы создать в нём реабилитационный центр для бойцов АТО.

### Детский лагерь в Межигорье
20 июня 2015 года на территории резиденции Межигорье открылся детский лагерь. Организаторы заявили о социальной программе для детей, чьи родители являются участниками или пострадали во время участия в АТО.